# Missoula (Montana)
Missoula es una ciudad en el estado estadounidense de Montana, sede del condado de Missoula. Se encuentra a orillas del río Clark Fork, cerca de su confluencia con los ríos Bitterroot y Blackfoot en el oeste de Montana y en la convergencia de cinco cadenas montañosas, por lo que a menudo se la describe como el "centro de los cinco valles". En 2019, la Oficina del Censo de Estados Unidos estimó la población de la ciudad en 75 516 habitantes y la población del área metropolitana de Missoula en 118 791 personas. Después de Billings, Missoula es la segunda ciudad y área metropolitana más grande de Montana. Missoula es la sede de la Universidad de Montana, una universidad pública de investigación.
El área de Missoula fue colonizada por primera vez en 1858 por William T. Hamilton, con un puesto comercial cerca de la actual Missoula a lo largo de Rattlesnake Creek, fundado por el capitán Richard Grant, que se estableció cerca de Grant Creek, y por David Pattee, que se estableció cerca de Pattee Canyon. Missoula fue fundada en 1860 como Hellgate Trading Post cuando todavía formaba parte del Territorio de Washington. En 1866, el asentamiento se había trasladado al este, 8 km río arriba, y pasó a llamarse Missoula Mills, más tarde acortado a Missoula. Los molinos proporcionaron suministros a los colonos del Oeste que viajaban a lo largo de Mullan Road. El establecimiento de Fort Missoula en 1877 para proteger a los colonos estabilizó aún más la economía. La llegada del Ferrocarril del Pacífico Norte en 1883 trajo un rápido crecimiento y la maduración de la industria maderera local. En 1893, la Legislatura de Montana eligió Missoula como sede para la primera universidad del estado. Junto con la sede del Servicio Forestal de Estados Unidos fundada en 1908, la madera y la universidad siguieron siendo la base de la economía local durante los siguientes 100 años.
En la década de 1990, la industria maderera de Missoula había desaparecido gradualmente y, a 2009, los empleadores más grandes de la ciudad fueron la Universidad de Montana, las Escuelas Públicas del Condado de Missoula y los dos hospitales de Missoula. La ciudad está gobernada por un gobierno de alcalde-concejo con 12 miembros del concejo municipal, dos de cada uno de los seis distritos. En Missoula y sus alrededores hay 162 ha de zonas verdes, 35 km de senderos y casi 2023 ha de tierras de conservación en espacios abiertos, y en el monte Jumbo adyacente viven alces y ciervos bura, que pastan durante el invierno. La ciudad también alberga las cervecerías activas más grandes y más antiguas de Montana, así como los Montana Grizzlies, uno de los programas de fútbol americano universitario más sólidos en la División I de la Asociación Nacional de Atletismo Universitario. Entre los residentes notables se incluye la primera mujer en formar parte del Congreso de los Estados Unidos, Jeannette Rankin.

## Historia

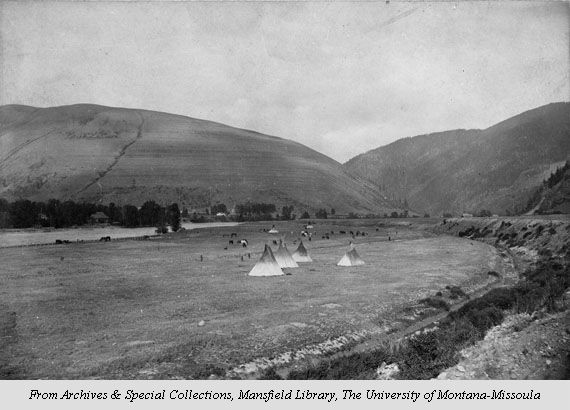
Tipis en el sitio de Missoula, al sur del río Clark Fork, mirando al noreste

Los restos arqueológicos datan de hace 12 000 años y los primeros con asentamientos existen desde 3500 AEC. Desde la década de 1700 hasta la de 1850, quienes utilizaron la tierra fueron principalmente los salish, los kootenai, los pend d'Oreille, los blackfeets y los dhoshones. Ubicado en la confluencia de cinco valles montañosos, el valle de Missoula fue atravesado en gran medida por tribus nativas locales y distantes que periódicamente iban a las llanuras del este de Montana en busca de bisontes. Esto provocó conflictos. El estrecho valle en la entrada este de Missoula estaba tan sembrado de huesos humanos de repetidas emboscadas que los tramperos franceses más tarde se refirieron a esta zona como Porte de l'Enfer, traducida como "Gate of Hell". Hell Gate seguiría siendo el nombre del territorio hasta que se renombró como "Missoula" en 1866.
La expedición de Lewis y Clark trajo a los primeros ciudadanos estadounidenses al área. Se detuvieron dos veces al sur de Missoula en Traveller's Rest. Acamparon allí por primera vez en su viaje hacia el oeste en septiembre de 1805. Cuando se quedaron allí de nuevo, a su regreso en junio-julio de 1806, Clark partió hacia el sur a lo largo del río Bitterroot y Lewis viajó hacia el norte, luego hacia el este, a través del cañón Hellgate. En 1860, Hell Gate Village se estableció a 8 km oeste del actual centro de la ciudad por Christopher P. Higgins y Frank Worden como un puesto comercial para servir a los viajeros en Mullan Road, la primera carretera de vagones que cruzó las Montañas Rocosas hacia el interior del noroeste del Pacífico. El deseo de un suministro de agua más conveniente para alimentar un molino de madera y harina llevó al traslado del asentamiento a su ubicación moderna en 1864.
Los Missoula Mills reemplazaron a Hell Gate Village como el poder económico del valle y lo reemplazaron como la sede del condado en 1866. El nombre "Missoula" proviene del nombre Salish del río Clark Fork, nmesuletkw, que se traduce aproximadamente como "lugar de agua helada". Fort Missoula se fundó en 1877 para ayudar a proteger a los colonos que llegaran más. El crecimiento se aceleró con la llegada del Ferrocarril del Pacífico Norte en 1883, y por estatuto, Missoula incorporó un gobierno municipal como ciudad, el mismo año. En 1885, Missoula reincorporó su gobierno como ciudad.
En 1893, Missoula fue elegida como la ubicación de la primera universidad estatal, la Universidad de Montana. La necesidad de madera para el ferrocarril y sus puentes impulsó la apertura de múltiples aserraderos en la zona y, a su vez, el comienzo de la industria maderera de Missoula, que siguió siendo el pilar de la economía del área durante los siguientes 100 años. El trabajo del Servicio Forestal de los Estados Unidos en Missoula comenzó en 1905. Missoula también es la sede de los saltamontes y aquí abrirá sus puertas el Museo Nacional de Historia del Servicio Forestal. A nivel nacional, hay nueve regiones del Servicio Forestal y la Región 1 tiene su sede en Missoula.

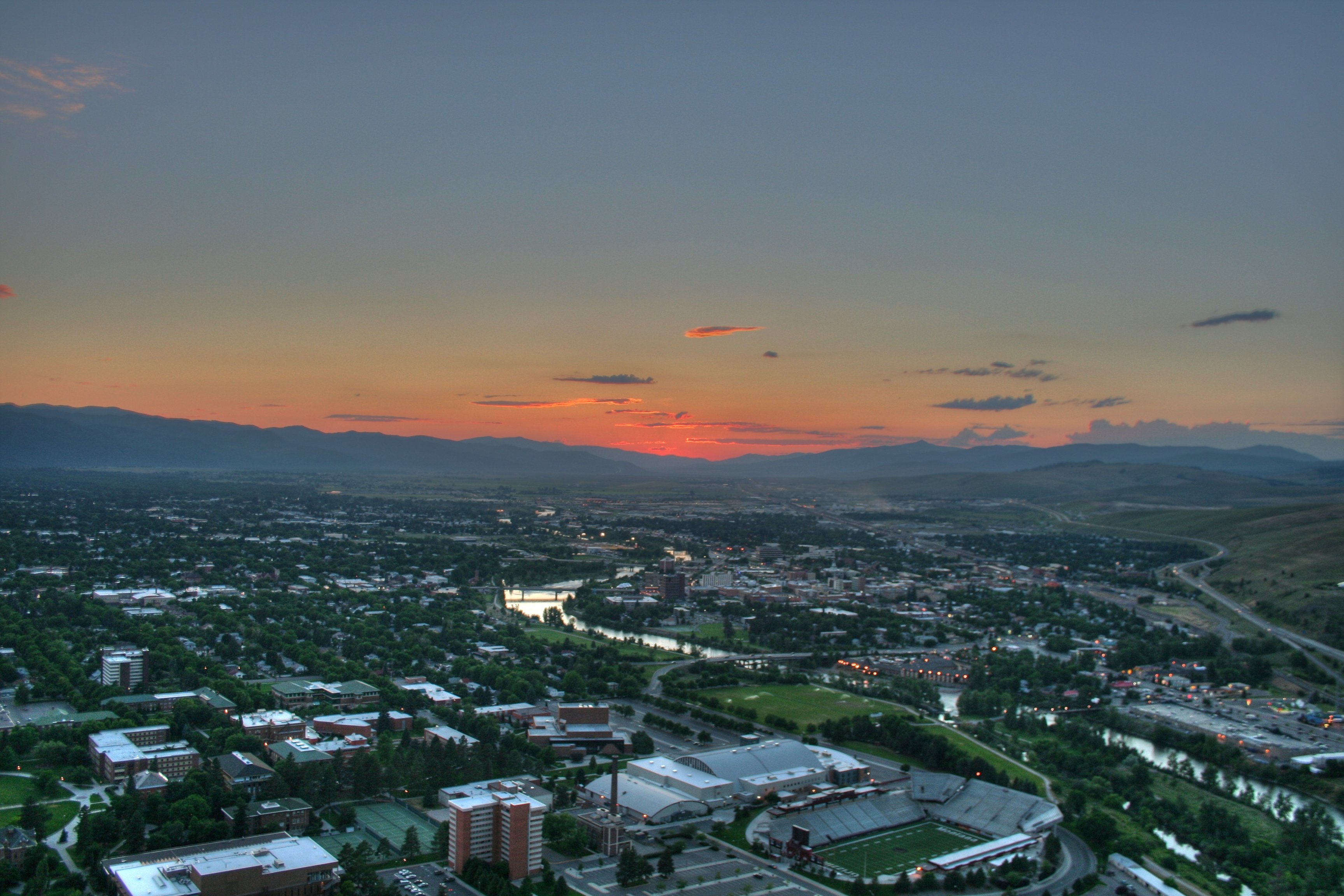
Vista del centro de la ciudad desde el Monte Sentinel.

La tala siguió siendo un pilar de la industria en Missoula con la inauguración de la planta de celulosa Hoerner-Waldorf en 1956, lo que dio lugar a protestas por provocar la contaminación del aire. Un artículo de la revista Life 13 años después habla de que los habitantes de Misuri a veces necesitan conducir con los faros encendidos durante el día para navegar a través del smog. En 1979, casi el 40% de los ingresos laborales del condado todavía procedía del sector de productos de madera y papel. La industria maderera se vio muy afectada por la recesión de principios de la década de 1980 y la economía de Missoula comenzó a diversificarse. A principios de la década de 1990, la desaparición de muchos de los depósitos de troncos de la región, junto con la legislación, ayudó a limpiar el aire de manera espectacular.
En 2009, la educación y la atención médica fueron las principales industrias de Missoula; la Universidad de Montana, las Escuelas Públicas del Condado de Missoula y los dos hospitales de la ciudad fueron los principales empleadores. El Hospital y Centro de Ciencias de la Salud St. Patrick, fundado en 1873, es el único centro de traumatología de Nivel II de la región y ha experimentado tres grandes expansiones desde la década de 1980. Asimismo, la Universidad de Montana creció un 50% y construyó o renovó 20 edificios entre 1990 y 2010. Se espera que estas industrias, así como las expansiones en los servicios comerciales y profesionales, y el comercio minorista sean los principales motores del crecimiento futuro.

## Geografía

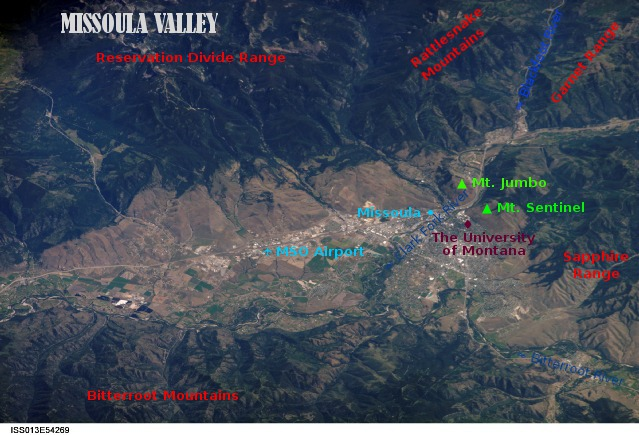
Valle de Missoula

Missoula se encuentra en el extremo occidental de Montana, aproximadamente a 72 420 m de la frontera de Idaho. La ciudad está a una altitud de 978 m sobre el nivel del mar, con los cercanos Mount Sentinel y Mount Jumbo elevándose abruptamente a 1572 m y 1453 m, respectivamente. Según las cifras de 2015 de la Oficina del Censo, la ciudad tenía un área total de 75,3 km², de las cuales 74,9 km² eran tierra y 0,48 km² estaban cubiertas por agua.
Hace unos 13 000 años, todo el valle estaba en el fondo del lago glacial Missoula. Como era de esperar de un antiguo fondo de lago, el trazado de Missoula es relativamente plano y está rodeado de empinadas colinas. La evidencia del pasado del fondo del lago de la ciudad de Missoula se puede ver en la forma de antiguas costas horizontales cortadas por olas en los cercanos Mount Sentinel y Mount Jumbo. En la ubicación de la actual Universidad de Montana, el lago una vez tuvo una profundidad de 290 m. El río Clark Fork ingresa al valle de Missoula desde el este a través del cañón Hellgate después de unirse al cercano río Blackfoot en el sitio de la antigua presa Milltown. El río Bitterroot y varios afluentes más pequeños se unen al Clark Fork en el borde occidental de Missoula. La ciudad también se encuentra en la convergencia de cinco cadenas montañosas: las montañas Bitterroot, Sapphire Range, Garnet Range, Rattlesnake Mountains y Reservation Divide, por lo que a menudo se describe como el "centro de cinco valles".

### Flora y fauna

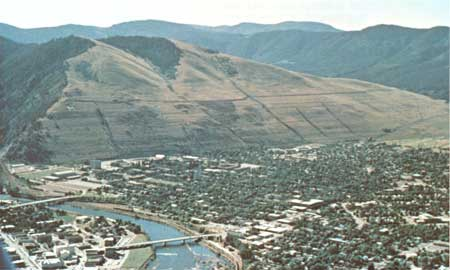
Las antiguas costas cortadas por las olas son visibles en el borde del Monte Sentinel.

Ubicada en las Montañas Rocosas del Norte, Missoula tiene una ecología típica de las Montañas Rocosas. La fauna local incluye poblaciones de ciervos de cola blanca, alces, osos pardos, osos negros, águilas pescadoras y águilas calvas. Durante el invierno, el rápido deshielo en el monte Jumbo debido a su pendiente empinada deja césped disponible para el pastoreo de alces y ciervos bura. Los ríos alrededor de Missoula proporcionan hábitats de anidación para golondrinas de banco, golondrinas de alas rugosas del norte y martines pescadores con cinturón. Se pueden ver chorlitejo colirrojo y playeros manchados buscando insectos a lo largo de las barras de grava. Otras especies incluyen gorriones cantores, pájaros felinos, varias especies de currucas y el pájaro carpintero. Los ríos también proporcionan agua fría y limpia para los peces nativos, como la trucha degollada de la ladera occidental y la trucha toro. Los arroyos serpenteantes también atraen castores y patos de madera. Los parques también albergan una variedad de serpientes como corredores, culebras y boa de goma.
La vida vegetal ribereña nativa incluye sauces de banco de arena y álamos, con el árbol del estado de Montana, el pino ponderosa, que también prevalece. Otras plantas nativas incluyen especies de humedales como totora y juncia picuda, así como arbustos y plantas de bayas como el espino de Douglas, el capulin y las bayas de nieve occidentales. Para disgusto de los agricultores locales, Missoula también alberga varias malezas nocivas, que varios programas se han propuesto eliminar. Los más notables incluyen el lino de sapo dálmata, la mala hierba manchada, el spurge frondoso, la hierba de San Juan y el cinquefoil de azufre. De manera controvertida, los arces noruegos que bordean muchas de las calles más antiguas de Missoula también han sido declarados especie invasora.

### Clima
Missoula tiene un clima continental húmedo de verano fresco (clasificación climática de Köppen Dfb), con inviernos fríos y moderadamente nevados, veranos calurosos y secos y primaveras y otoños cortos y frescos. Los inviernos suelen ser más suaves que gran parte del resto del estado debido a la ubicación de Missoula al oeste de las Montañas Rocosas, lo que le permite recibir aire suave y húmedo del Pacífico y evitar las peores olas de frío; sin embargo, también recibe más precipitaciones en invierno. Las nevadas invernales promedian 100 cm, que ocurre típicamente entre el 30 de octubre y el 20 de abril. Al igual que en el resto del estado, los veranos son muy soleados y la variación media de la temperatura diurna es de más de −1 °C desde finales de junio hasta finales de septiembre, debido a la relativa aridez. La temperatura media diaria mensual oscila entre −4 °C en diciembre a 20 °C en julio. En promedio, anualmente, hay 24 días con temperaturas iguales o superiores a 32 °C, 45 días en los que la temperatura no supera el punto de congelación, y 7.8 días con temperaturas que alcanzan o por debajo de −18 °C. Las temperaturas récord oscilan entre −36 °C el 26 de enero de 1957 hasta 42 °C el 6 de julio de 2007; el récord de frío máximo es −25 °C, registrado por última vez el 2 de febrero de 1989, mientras que, a la inversa, el mínimo cálido récord es de 22 °C el 27 de julio de 1939. 

## Economía
Missoula comenzó como un puesto comercial en la década de 1860 situado a lo largo de Mullan Military Road para aprovechar la primera ruta a través de las montañas Bitterroot hacia las llanuras del este de Washington. Su designación como sede del condado en 1866 y la ubicación de Fort Missoula, construido apresuradamente en 1877, aseguraron el estatus de Missoula como centro comercial regional, un estatus que se consolidó aún más en 1883 con la llegada del Northern Pacific Railway. El ferrocarril expandió el área comercial de Missoula para cubrir un radio de 150 millas, y la ubicación de Missoula como punto de división del ferrocarril y talleres de reparación proporcionó cientos de puestos de trabajo. Cuando el ferrocarril comenzó a expandirse nuevamente en 1898, un aumento de los envíos de carga atravesó la ciudad, y con la llegada de Milwaukee Road y la oficina regional del Servicio Forestal de Estados Unidos, así como la apertura de la reservación india Flathead para asentarse, todo dentro de un par de años de diferencia a partir de 1908, la economía comenzó a expandirse rápidamente. : 36 
Los aserraderos se construyeron originalmente para proporcionar materiales de grado de construcción para hogares y negocios, pero luego se expandieron para atraer y luego satisfacer las demandas del ferrocarril; se beneficiaron de un aumento en la demanda de la expansión del ferrocarril y de la nación en general. La fábrica de Bonner, propiedad de Northern Pacific y Copper King Marcus Daly, se convirtió en el mayor productor de madera en el noroeste. En 1908, la ubicación de Missoula como un importante productor de madera y un centro comercial regional ayudó a que la ciudad se convirtiera en la oficina regional del recién establecido Servicio Forestal de los Estados Unidos, creado para ayudar a administrar el suministro de madera del país. : 41 Durante el siglo siguiente, las diversas industrias madereras de Missoula se consolidaron bajo diversas entidades como Anaconda Company en la década de 1970 y Champion International Paper durante la década de 1980 hasta que la mayoría estuvo bajo el control de Plum Creek Timber, mientras que la demanda de madera disminuyó. En 2007, comenzó una espiral descendente de la industria maderera de Missoula con el cierre de una planta de madera contrachapada en Bonner, el cierre del aserradero de Bonner en 2008 y el cierre de la planta de celulosa Smurfit-Stone Container
Desde su apertura en 1895, la Universidad de Montana ha tenido un gran impacto en el desarrollo de la economía de Missoula. Además de la ventaja económica de acomodar al cuerpo estudiantil, le dio a la ciudad una fuerza laboral educada que no estaba disponible en la mayor parte del estado. La universidad tiene una relación cercana con la ciudad como el mayor empleador de Missoula y con los millones de dólares que la escuela aporta a la ciudad a través de los visitantes de eventos deportivos y culturales patrocinados por la escuela. La universidad también alberga la única incubadora de empresas de Missoula, el Montana Technology Enterprise Center, y varias empresas emergentes.
Missoula es el centro de su área económica de la Oficina de Análisis Económico (BEA), que incluye los condados de Flathead, Lake, Lincoln, Mineral, Missoula, Ravalli y Sanders en Montana. A 2011, la BEA enumeró la población del área económica en 306,050. Los sectores comerciales clave que prestan servicios en el área incluyen atención médica, compras minoristas, transporte, servicios financieros, servicios gubernamentales y sociales, educación, eventos, artes y cultura. La atención médica en particular es una de las industrias de más rápido crecimiento de Missoula con el Hospital St. Patrick (el único centro de traumatología de nivel II en el oeste de Montana) y el Centro Médico Comunitario, que ya es el segundo y tercer empleador más grande de la ciudad detrás de la universidad. Aproximadamente el 55 % del empleo en Missoula se compone de los sectores de servicios y venta al por menor. Las industrias de exportación se concentran en la ingeniería civil y pesada, la construcción, la producción de bebidas, los servicios técnicos, el transporte de camiones y las industrias relacionadas con la silvicultura, la tala y la madera. Además de casi 4 millones de visitantes de fuera del estado anualmente, lo que hace que el turismo sea un aspecto importante de la economía de Missoula, Missoula también alberga un sector vibrante de atención médica alternativa.
En 2013, Missoula ocupó el puesto 299 a nivel nacional en el producto metropolitano bruto con una producción de 5 000 millones. En 2013 el ingreso personal total de la ciudad ocupó el puesto 333, con 4180 millones de dólares, un aumento de más del 47 % desde 2003. En 2013, el ingreso personal per cápita ocupó el puesto 239 con 37 397 dólares anuales, un 84 % del promedio nacional. La tasa de desempleo del área metropolitana de Missoula fue del 3,7 % en junio de 2015, habiendo caído casi un 0,8 % con respecto al año anterior.

## Cultura
Missoula, a menudo considerada el centro cultural de Montana, es la ubicación de la primera universidad del estado y una mezcla ecléctica de madereros, hippies, estudiantes universitarios, aficionados al deporte y jubilados. Los eventos comunitarios generalmente tienen lugar en el centro de la ciudad, ya sea al aire libre o en uno de los varios edificios del centro que figuran en el Registro Nacional de Lugares Históricos.
Desde 2006, el River City Roots Festival ha sido un evento cada agosto con música, cerveza, comida y arte, y generalmente atrae a 15 000 personas. El evento más antiguo en el centro ha sido el Missoula Farmers Market, fundado en 1972, que ofrece una salida para los productos del oeste de Montana los sábados por la mañana de mayo a octubre, así como los martes por la noche desde julio hasta principios de septiembre. Un mercado popular de artes y oficios y un mercado Clark Fork funcionan al mismo tiempo. El centro alberga "First Friday Missoula", un paseo por la galería el primer viernes del mes para presentar el arte local de museos y galerías, como el de Monte Dolack. Missoula celebra "First Night Missoula" en la víspera de Año Nuevo, que incluye comida y entretenimiento en vivo. El "Festival del Libro" para celebrar la literatura del Oeste estadounidense fue rebautizado como "Festival del Libro de Montana" en 2015. Los dos teatros históricos de Missoula celebran festivales de cine anuales: el Roxy alberga el Festival Internacional de Cine de Vida Silvestre, establecido en 1977 como el primer festival de cine de vida silvestre con jurado en el mundo; y desde 2003, Wilma alberga el evento cinematográfico más grande de Montana, el Big Sky Documentary Film Festival.
En lo que respecta a las artes escénicas, el Missoula Community Theatre ha realizado representaciones de obras musicales y no musicales desde 1977. Su afiliado, el Missoula Children's Theatre, también actúa como un programa de gira internacional que visita casi mil comunidades por año alrededor del mundo. Missoula acoge también a varias compañías de danza moderna, como Bare Bait Dance y Headwaters Dance Company. Rocky Mountain Ballet Theatre y Garden City Ballet también tienen su sede en Missoula.
El Museo de Arte y Cultura de Montana, que se convirtió en museo estatal en 2001, es una de las reservas culturales más antiguas de Montana, que comenzó en 1894; su colección permanente alberga más de 10 000 obras originales. El Museo de Arte de Missoula se encuentra en una antigua biblioteca Carnegie; exhibe arte contemporáneo y anualmente presenta entre 20 y 25 exposiciones colectivas e individuales. Fort Missoula alberga el Museo Histórico, dedicado a preservar la historia del oeste de Montana, y el Museo de Historia Militar de las Montañas Rocosas y el Centro del Patrimonio de las Montañas Rocosas del Norte. El Museo Nacional de Historia del Servicio Forestal también está construyendo el Centro Nacional de Educación y Legado de Conservación en Missoula.
Inaugurada en 1987, Bayern Brewing de Missoula es la cervecería activa más antigua de Montana. Big Sky Brewing abrió en 1995 y con una producción de más de 38 000 barriles en 2008, es, con mucho, la cervecería más grande de Montana y produce la cerveza más vendida elaborada en Montana, Moose Drool Brown Ale. Desde 1995, Missoula también ha sido la sede de la Kettle House Brewing, una empresa cervecera artesanal, y Draft Works abrió aquí sus puertas en 2011. Big Sky, Bayern y Kettlehouse representan, respectivamente, la primera, segunda y tercera cervecerías más grandes de Montana. También en 2011, Tamarack Brewing y Flathead Lake Brewing Company, del cercano condado de Lake, abrieron pubs en distintas ubicaciones del centro de Missoula. La ciudad también celebra anualmente el Garden City Brewfest y el Winterfest. Asimismo, alberga periódicamente el Festival de los Cerveceros de Montana.

## Residentes notables

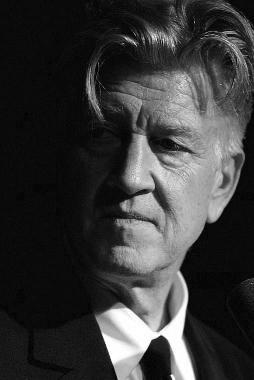
El cineasta David Lynch nació en Missoula en 1946

En Missoula han nacido o residido varias personas notables en diversos campos. Sus nativos y residentes se conocen como "misulianos". En política, Jeannette Rankin, la primera mujer en formar parte del Congreso, nació y se crio en Missoula, mientras que los senadores Mike Mansfield, el líder de la mayoría en el Senado con más años de servicio, y Max Baucus, el senador más antiguo de Estados Unidos, comenzaron en la política y desarrollaron sus carreras mientras vivía en la ciudad.
Entre los atletas destacados que nacieron o residieron en Missoula destacan cinco medallistas olímpicos, el mariscal de campo del Salón de la Fama del Fútbol Americano profesional John Elway, y el exentrenador de los Milwaukee Bucks, Larry Krystkowiak.
El actor Dana Carvey, el cineasta David Lynch, y el biólogo galardonado Leroy Hood nacieron en Missoula, mientras que Carroll O'Connor, J. K. Simmons y el comediante Chris Fairbanks asistieron a la Universidad de Montana. El compositor David Maslanka (1943-2017) vivió en Missoula, y el músico Jeff Ament, y el músico, autor de videoblogs, divulgador científico y emprendedor Hank Green residen en Missoula. En el terreno académico, en Missoula han residido dos ganadores del premio Nobel, Harold C. Urey y Steve Running, así como el historiador de Montana del siglo XX K. Ross Toole.
Entre los nombres destacados de la literatura, merece la pena señalar al poeta nativo americano James Welch, al novelista criminal James Crumley, al ex director del Programa de Escritura Creativa de la Universidad de Montana, Richard Hugo, a William Kittredge, un escritor occidental y profesor de escritura creativa en la Universidad de Montana en Missoula, y a Norman Maclean, cuya obra A River Runs Through It narra su vida a principios del siglo XX en Missoula. Joanna Klink, poeta y profesora de la Universidad de Montana, y Michael Punke, autor de la novela superventas The Revenant, también viven en Missoula.

## Demografía
Según el censo de 2010, había 66 788 personas residiendo en Missoula. La densidad de población era de 931,75 hab./km². De los 66 788 habitantes, el 92.13 % eran blancos; el 0.53 %, afroamericanos; el 2.75 %, amerindios; el 1.21 %, asiáticos; el 0.1 %, isleños del Pacífico; el 0.5 %, de otras razas; y el 2.77 % pertenecían a dos o más razas. Del total de la población el 2.91 % eran hispanos o latinos de cualquier raza.